# Клео Лейн
Клео Лейн (англ. Cleo Laine), справжнє ім'я Клементина Діна Булок
(англ. Clementine Dinah Bullock, 28 жовтня 1927, Аксбридж, Міделсекс, Англія — 24 липня 2025) — англійська джазова естрадна співачка та акторка. Її природний голос контральто, але вона здатна заспівати соль, яке вище від високого до, загальний діапазон її голосу більший, ніж три октави. Вдова джазового композитора сера Джона Денкворта.

## Біографія
Клементина Діна Булок народилася в Аксбриджі, приміському містечку в Західному Лондоні. Її батько, Олександр Сільван Кемпбелл — чорношкірий ямаєць, що працював на будівництві, та мати, Мінні Булок — дочка англійського фермера з Свіндону в графстві Вілтшир, не були одруженими.
Свою першу пісню вона заспівала в 1940 році у фільмі «Багдадський злодій». Творчу кар'єру співачки та акторки Клео Лейн розпочала на початку 1950-х років, коли зіграла провідну роль на сцені знаменитого лондонського театру «Королівський двір», де працювала нова хвиля драматургів п'ятдесятих років — Пінтер, Джон Осборн та інші. Її взяли до музичної групи, яку очолював музикант Джон Денкворт, з яким вона виступала до 1958 року, в якому вони одружилися.
Вона з'являлася у багатьох кінофільмах та театральних виставах. У 1976 році вона записала з Реєм Чарльзом оперу Джорджа Гершвіна «Поргі та Бесс».

## Фільмографія
- 1961 : «Третє алібі» / (The Third Alibi) — роль співачки
- 1963 : «Слуга» / (The Servant) — пісня Джона Денкворта[7] Все зникло / (All Gone)